# Gustavo III da Suécia
Gustavo III (Estocolmo, 1746 – Estocolmo, 1792) – conhecido em sueco como Gustav III – foi o rei da Suécia durante 21 anos, de 1771 até seu assassinato em 1792.

## Vida
Era o filho mais velho do rei Adolfo Frederico e da rainha Luísa Ulrica da Prússia. Ficou para a história como o rei sueco que mais protegeu e beneficiou as ciências, a arte e a literatura. Ficou conhecido por ter reforçado o poder real, tornando-se praticamente um ”monarca absoluto”.
Através de um golpe de estado não sangrento, em 1772, retirou ao parlamento o governo do país, encerrando assim a Era da Liberdade. A partir de então, restaurou sucessivamente o seu poder pessoal, como monarca quase absoluto, tendo em 1789, pelo Decreto de União e Segurança passado a governar "ele e só ele".
Defensor do despotismo esclarecido, Gustavo gastou grandes quantidades de dinheiro público em aventuras culturais, colaborando para a controvérsia de seu reinado. Tentou conquistar a Noruega com a ajuda da Rússia, e depois recapturar sem sucesso as províncias bálticas na Guerra Russo-Sueca de 1788-1790, apesar de ter restaurado a força militar sueca. Admirador de Voltaire, legalizou a presença católica e judia em seu reino e realizou amplas reformas para um liberalismo econômico, reforma social e abolição de tortura e pena de morte, apesar de ter eliminado todo tipo de mídia independente.
Após a Revolução Francesa, Gustavo tentou formar alianças com outros monarcas a fim esmagar a insurreição e restaurar o rei Luís XVI de França, oferecendo o auxílio sueco sob sua liderança na causa real da França. Ele acabou sendo mortalmente ferido em 1792 durante um baile de máscaras, parte de uma tentativa de golpe, porém conseguiu assumir o comando a acabar com o levante antes de sucumbir a sepse treze dias depois, período em que ele recebeu as desculpas de vários inimigos políticos. Apenas Jacob Johan Anckarström, o homem que disparou contra o rei, recebeu a pena de morte e, de acordo com a política criminal de Gustavo, foi apenas torturado depois de voluntariamente confessar e ser condenado. Seus poderes foram colocados nas mãos de uma regência sob seu irmão Carlos, Duque Sudermânia, durante a minoridade de seu filho Gustavo IV Adolfo.
Gustavo fundou várias academias como patrono e benfeitor das artes e literatura, entre elas a Academia Sueca, a Ópera Real Sueca e o Teatro Dramático Real, além da criação do traje nacional sueco. Foi mecenas de personalidades artísticas da época, como o trovador Carl Michael Bellman, o poeta Johan Henric Kellgren e o escultor Johan Tobias Sergel. A sua coleção pessoal de pinturas e esculturas veio a constituir a base do futuro Museu Nacional de Belas-Artes.

## Descendência
Com a sua esposa Sofia Madalena da Dinamarca, teve os seguintes filhos:
- Gustavo IV Adolfo da Suécia (1 de novembro de 1778 - 7 de fevereiro de 1837), Rei da Suécia. Casou-se com Frederica de Baden, com descendência;
- Carlos Gustavo, Duque de Esmolândia (25 de agosto de 1782 - 23 de março de 1783), morreu na infância.